# Nesset

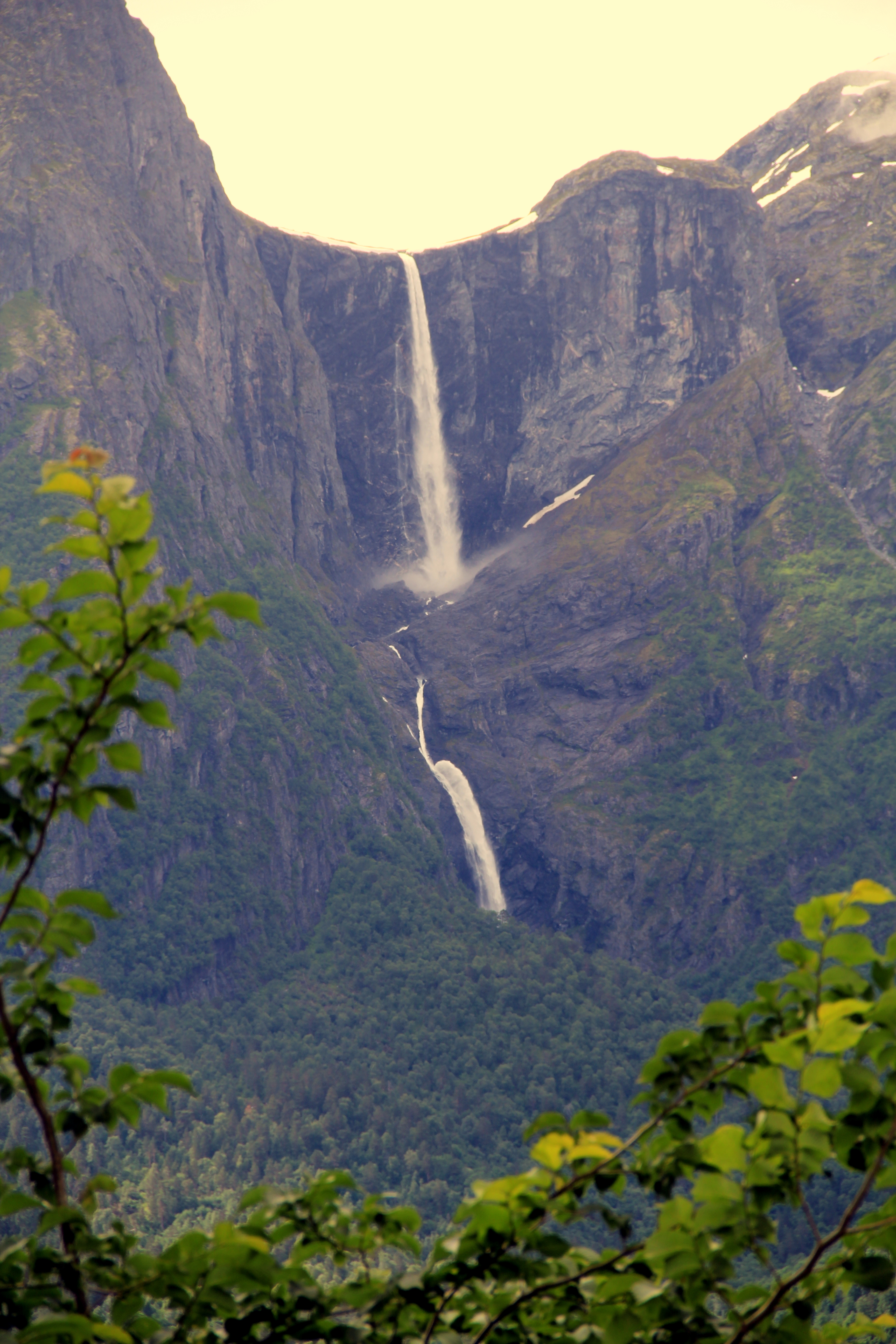
Mardalsfossen

Nesset is een voormalige gemeente in de Noorse provincie Møre og Romsdal. Nesset, met 2963 inwoners (januari 2017), ligt in de streek Romsdal in het midden van de fylke. De plaatsen Eidsvåg en Rausand maakten deel uit van de gemeente. Nesset werd per 2020 samengevoegd met de vergrote gemeente Molde.
Omliggende gemeenten waren Gjemnes, Molde, Rauma, Sunndal, Tingvoll en in de provincie Oppland Lesja.
In de gemeente ligt de waterval Mardalsfossen, een van de hoogste watervallen ter wereld.